# 查拉梅拉
查拉梅拉，是西班牙阿拉贡自治区韦斯卡省的一个市镇。总面积12平方公里，总人口156人（2001年），人口密度13人/平方公里。